# Масонская ложа города Доль
Масонская ложа города Доль является памятником архитектуры и местом проведения масонских собраний в городе Доль (департамент Юра, регион Франш-Конте). Здание построено в третьей четверти девятнадцатого века по проекту архитектора Филиппа Рюфье.

## Расположение
Здание расположено на пересечении Пивной улицы, 1 и набережной Пастера, 5.

## История
Масонская ложа в городе Доль была создана около 1760 года под названием «Silence inviolable» и переименована в 1785 году в «Val d’Amour».
Изначально ложа располагалась в арендованном помещении, и только в первой половине девятнадцатого века были предприняты попытки по приобретению собственного здания. Небольшое здание с собственным садом было приобретено на деньги масонов в 1861 году. Здание и внутренние помещения были реконструированы по проекту архитектора Филиппа Рюфье и украшены художником Жюлем Мюнье.
Согласно приказу Министерства культуры Франции от 18 декабря 2009 года здание ложи обладает статусом исторического памятника.

## Декор
Банкетный зал располагает панорамными пейзажами, представляющими город Доль. Каждый из фрагментов пейзажа нарисован внутри арок, украшенных балюстрадами. Сам храм украшен более абстрактными расписными панелями, которые также разделены пилястрами.

## Использование
Здание является местом проведения собраний масонской ложи и местом встреч членов одноимённого философского кружка «Val d’Amour».